# Wipeout Pulse
Wipeout Pulse es un videojuego de carreras para la videoconsola portátil PlayStation Portable y PlayStation 2 de Sony. El juego fue anunciado oficialmente el 27 de marzo de 2007 y fue lanzado en Europa el 12 de diciembre de 2007. El juego está ambientado en el año 2207.

## Características
- Wipeout Pulse muestra 12 nuevos circuitos, en sentido directo e inverso, también conocidos como "blanco" o "negro" dependiendo del sentido en el que se circule por ellos.
- Juego multijugador mediante Ad hoc o red.
- Doce equipos en total, incluyendo dos nuevos: EG-X y Mirage. Hay ocho disponible en un principio pero los restantes se podrán descargar en un futuro próximo.
- Un nuevo "enlace magnético" que permite a las naves pegarse a la pista. Esto abre la posibilidad de que en ciertos circuitos haya bucles e inclinaciones de 90 grados.
- La banda sonora personalizada permite cargar una lista de canciones en mp3 almacenadas en la Memory Stick de la PSP.
- Un nuevo modo "foto", que permite guardar capturas de pantalla y guardarlas en la tarjeta de memoria de la consola.
- Igual que en Wipeout Pure, el juego permitirá descargar contenido, como pistas nuevas, naves y canciones, inmediatamente después del lanzamiento.
- 7 modos de juego: "Carrera en solitario", "zona", "torneo", "contrarreloj" y "recorrido libre" repiten otra vez y además se ha añadido el nuevo modo "super vuelta" y "eliminador" que se vio por última vez en Wipeout 3.
- La nueva arma "cañón" reemplaza al "rayo disruptor" de Wipeout Pure.
- En el modo "eliminador" se pueden encontrar dos nuevos tipos de armas exclusivas de este modo de juego: el "repulsor" y los "shurikens".
- El modo "zona" se podrá jugar ahora en casi todos los circuitos de las pistas normales.
- Un sistema de lealtad, con el que los jugadores obtienen ventajas por usar un equipo determinado regularmente.

## Equipos
- Feisar
- AG Systems
- Qirex-RD
- Piranha
- Assegai
- Goteki 45
- Triakis
- EG-X (Nuevo equipo)
- Auricom (Descargable después del lanzamiento)
- Icaras (Descargable después del lanzamiento)
- Harimau (Descargable después del lanzamiento)
- Mirage (Nuevo equipo, descargable después del lanzamiento)

## Circuitos
- Talon's Junction, en un centro de investigación abandonado de Gales.
- Moa Therma, en una cadena de islas en la costa de Sicilia.
- Metropia, un circuito urbano en Nuevo Kioto.
- Arc Prime, un circuito alrededor de Seattle.
- De Konstruct, en Ginebra.
- Tech De Ra, construido en lo que quedaba de una granja hidropónica en Arizona.
- The Amphesium, en un circuito de un estadio de Las Vegas.
- Fort Gale, en una estación de investigación sobre el tiempo en Gibraltar.
- Basilico, en una ciudad abandonada aparentemente en Nueva Escocia.
- Platinum Rush, un circuito en las zonas verdes de una Groenlandia derretida y preservada.
- Vertica, localizado en las Islas Caimán y similar a Moa Therma.
- Outpost 7, una estación de comunicación e investigaciones construida al norte de Finlandia.

## Pistas de música
- Aphex Twin - Fenix Funk 5 (Wipeout Mix)
- Booka Shade - Steady Rush
- B-Phreak - Break Ya Self (Wipeout Remix)
- DJ Fresh - X-Project (100% Pure Mix)
- Dopamine - Flat-Out
- Ed Rush, Optical & Matrix - Frontline
- Kraftwerk - Aero Dynamik
- Loco Dice - City Lights
- Mason - Exceeder (Special Mix)
- Mist - Smart Systems
- Move Ya! & Steve Lavers - Chemical
- Noisia- Seven Stitches
- Rennie Pilgrem & Blim - Slingshot
- Shlomi Aber & Guy Gerber - Sea of Sound (Wipeout Mix)
- Staunton Warriors - Tokyo

## Carrocerías
Otra nueva característica de Wipeout Pulse es la posibilidad de personalizar las naves. La página oficial tiene una utilidad flash donde los jugadores pueden crear sus propias pieles para cualquier nave, para posteriormente descargarlas y utilizarlas en el juego.